# الاثنين
يَومُ الِاثْنَيْنِ: هو ثاني أيام الأسبوع، وأخذ اسمه من اثنان.

## في اللغة

### اللغة العربية

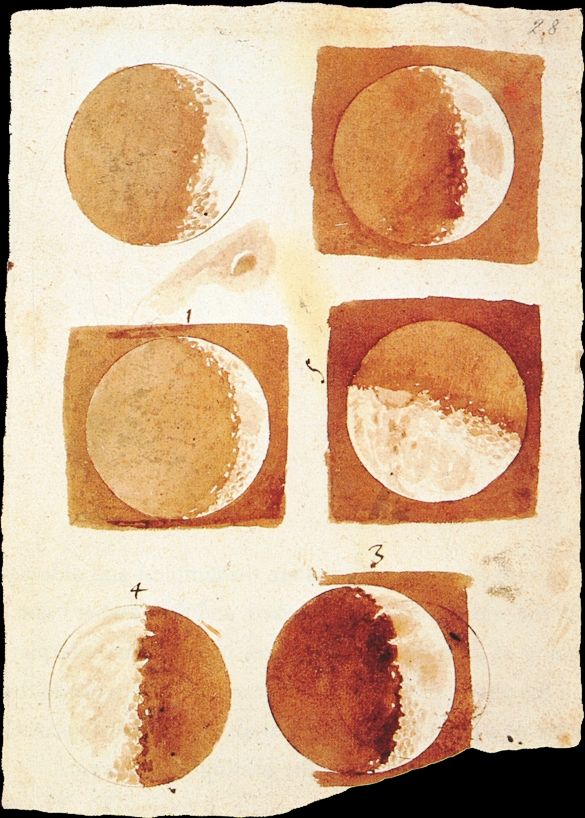
رسومات تعود لعام 1616 من عمل غاليليو حول القمر وأطواره. يرجع أصل تسمية يوم الاثنين في كثير من لغات العالم إلى القمر.

والجمع أَثْناء، وحكى مطرز عن ثعلب أَثانين، ويومُ الاثْنين لا يُثَنى ولا يجمع لأَنه مثنّىً، فإِن أَحببت أَن تجمعه كأَنه صفة الواحد، وفي نسخة كأَن لَفْظَه مبنيٌّ للواحد، قلت أَثانِين، قال ابن بري: أَثانين ليس بمسموع وإنما هو من قول الفراء وقِياسِه،
قال: وهو بعيد في القياس؛ قال: والمسموع في جمع الاثنين أَثناء على ما حكاه سيبويه،
قال: وحكى السيرافي وغيره عن العرب أن فلاناً ليصوم الأَثْناء وبعضهم يقول ليصوم الثُّنِيَّ على فُعول مثل ثُدِيٍّ، وحكى سيبويه عن بعض العرب اليوم الثِّنَى، قال: وأَما قولهم اليومُ الاثْنانِ، فإِنما هو اسم اليوم، وإِنما أَوقعته العرب على قولك اليومُ يومان واليومُ خمسةَ عشرَ من الشهر، ولا يُثَنَّى، والذين قالوا اثْنَيْ جعلوا به على الاثْن، وإِن لم يُتَكلم به، وهو بمنزلة الثلاثاء والأربعاء يعني أَنه صار اسماً غالباً؛ قال اللحياني: وقد قالوا في الشعر يوم اثنين بغير لام…
جاء في المنجد، باب ثنى، هو يوم من أيام الأسبوع بين الأحد والثلاثاء.
كان يوم الاثنين يسمى في الجاهلية أَهـْوَن وأَوْهـَد.

### اللغات الأخرى
يرجع أصل أسماء أيام الأسبوع في اللغتين اليونانية واللاتينية إلى الحقبة الرومانية، وأصل «الاثنين» هو ἡμέρᾱ Σελήνης وتعني «يوم القمر».
تستخدم معظم اللغات مصطلحات إما مشتقة بصورة مباشرة عن هذه الاسم أو أنها ترجمات مستعارة مستندة عنه. اشتقت Monday في اللغة الإنجليزية قبل عام 1200 من monedæi المشتقة بدورها من mōnandæg وmōndæg وتعنيان حرفياً «يوم القمر» في الإنجليزية القديمة (حوالي عام 1000)، ويماثلها في اللغات الجرمانية الأخرى مثل الفريزية القديمة كلمة mōnadeig، وفي الألمانية الدنيا الوسطى والهولندية الوسطى mānendag وmānendach (في اللغة الهولندية الحديثة: Maandag)، أما في اللغة الألمانية العليا القديمة فهي mānetag (في اللغة الألمانية الحديثة: Montag)، في حين أن مقابلها باللغة النوردية القديمة فهو mánadagr (باللغتان السويدية والنرويجية: måndag، باللغة الآيسلندية: mánudagur، وباللغتان الدنماركية والنرويجية البوكمول: mandag). يمثل المصطلح الجرماني تفسيراً جرمانياً للعبارة اللاتينية lunae dies وتعني («يوم القمر»). تشترك اللغتان اليابانية والكورية بنفس الكلمات الصينية '月曜日' (هيراغانا: げつようび، هانغل: 월요일) لكلمة «الاثنين» وتعني «يوم القمر». في كثير من اللغات الهندية الآرية فإن كلمة الاثنين يقابلها Somavāra أو Chandravāra وهما ترجمتان مستعارتان عن اللغة السنسكريتية. وبالنسبة للغات السلافية فإن مقابل يوم الاثنين يترجم «بعد الأحد/العطلة»، حيث تعني باللغة الروسية: понедельник، وباللغة الكرواتية: ponedjeljak، وباللغة الصربية: понедељак، وباللغة الأوكرانية: понеділок، وباللغة البلغارية: понеделник، وباللغة البولندية: poniedziałek، باللغة التشيكية: pondělí، وباللغة السلوفاكية: pondelok، وباللغة السلوفينية: ponedeljek. أما في اللغة التركية فتترجم pazartesi وتعني أيضاً «بعد الأحد».

## الأديان
- في اليهودية: يعد يوم الاثنين يوماً مستحباً للصيام. فقد حذر الديداخي المسيحيين الأولين من الصيام في أيام الاثنين لتفادي التهويد، وحثهم على الصيام أيام الأربعاء.
- في المسيحية: يعد اليوم الأول في الأسبوع، ويطبق ذلك في البلاد ذات الغالبية المسيحية.
- في الإسلام: يعد يوم الاثنين عند المسلمين يومًا خاصًّا؛ لأنه اليوم الذي وُلد فيه رسول الله ﷺ، وفيه تُعرَض الأعمال على الله، ويُستحَب صيامه.

جاء في الحديث الصحيح في رواية الترمذي وابن ماجه من حديث أبي هريرة، أن النبي محمدًا صلى الله عليه وسلم قال: «تُعرَضُ الأعمالُ يومَ الاثنينِ والخميس، فأحبُّ أن يُعرَضَ عمَلي وأنا صائم».

## أحداث تاريخية
- الاثنين الأسود: هو يوم 28 أكتوبر 1929: هو اليوم الثالث للأزمة التي حدثت في بورصة وول ستريت بنيويورك سنة 1929، وقد انخفضت الأسعار فيها بنسبة 13%.
- الاثنين الأسود: هو يوم 19 أكتوبر 1987: هو أسوأ أيام الأزمة التي حدثت في بورصة وول ستريت، إذ انخفضت الأسعار بنسبة 22.6%.